# Утенково
Утенково — деревня в Ступинском районе Московской области в составе Леонтьевского сельского поселения (до 2006 года входила в Леонтьевский сельский округ). В деревне на 2015 год 1 улица — Полевая. Впервые Утенково упоминается в 1577 году.

## Население
| 2002 | 2006 | 2010 |
| ---- | ---- | ---- |
| 2    | →2   | ↗7   |

Утенково расположено на востоке района, на левом берегу реки Коломенка, высота центра деревни над уровнем моря — 178 м. Ближайшие населённые пункты: Госконюшня — в 0,7 км восточнее, Оглоблино — примерно в 0,6 км на запад и Пасыкино — около 1 км на север.